# Штюрмеры
Штюрмеры (фон Штюрмеры) — немецкий и русский дворянский род.

## История
Впервые фамилия Штюрмер впервые идентифицирована в XII веке в германском государстве Бавария. Встречаются различные её варианты: Штурм (нем. Sturm), Штурмер (Sturmer), Штюрм (Stuerm), Штюрмер (Stuermer), Штурмм (Sturmm), Штюрммер (Stuermmer) и др. Подробное описание родословия семейства Штюрмер от XIV до XIX веков было составлено членами британской семьи Штюрмер, имеющей обширный архив в своем поместье в Эссексе, Великобритания. Согласно данным представителя этого семейства — Рея (Раймонда) Штюрмера, фамилия Штюрмер, «была присвоена далекому предку в XII веке императором Фридрихом Барбаросса (1123—1190) в качестве награды за удачный штурм города».
По семейным преданиям российской ветви семьи Штюрмер, предки этого рода были шведами с фамилией Сторм. В XII веке из-за голода в Швеции они переселились в Прибалтику и в Германию, где фамилия начала трансформироваться на немецкий лад: Сторм — Шторм — Штурм — Штюрмер. Одна из девиц шведского рода Сторм вышла замуж за Барклая, и их потомком был российский полководец, герой войны с Наполеоном в 1812 году — фельдмаршал князь Барклай де Толли (1761−1818).
В период правления в России Екатерины II, Швеция попросила её забрать своих подданных шведов в Россию. В результате их переместили в Прибалтику, и фамилия опять трансформировалась на немецкий лад в Шторм — Штурм — Штюрмер. Часть их потомков попала затем в Германию, часть в Австрию и часть — в Россию.
В России наиболее известен представитель этого рода председатель Совета Министров Российской Империи Борис Владимирович Штюрмер. Его называли «внучатым племянником» барона Бартолемея Штюрмера.
Штюрмер Борис Владимирович принадлежал к ветви австрийского происхождения. Родился он 27 июля 1848 г. в семье помещика Бежецкого уезда Тверской губернии, ротмистра в отставке Владимира Вильгельмовича Штюрмера (и Эрмионии Николаевны Паниной в селе Байково Кесовогорского района Тверской области.
В 1856 году Правительствующий сенат, утверждая Владимира Вильгельмовича Штюрмера в потомственном дворянстве, даровал ему право на внесение его рода не в IV часть родословной книги, в которой числились потомки иностранных дворянских родов, а во II, куда попадали лица, выслужившие дворянство на военной службе.